# Barrowclough
Barrowclough je lahko:
- George F. Barrowclough, zoolog
- Harold Eric Barrowclough, general